# عبد اللطيف الجواهري
عبد اللطيف الجواهري (مواليد 10 يونيو 1939) هو مصرفي وسياسي مغربي، يشغل منصب والي بنك المغرب منذ 2003.
في 02 يناير 2024، حصل والي بنك المغرب، عبد اللطيف الجواهري، على جائزة أفضل مسير بنك مركزي في إفريقيا برسم سنة 2024، تقديرًا لجهود البنك في إغاثة المتضررين من زلزال الحوز، إضافة إلى نجاحه النسبي للتصدي لارتفاع نسب التضخم.

## مناصبه
- تقلد عدة مناصب مسؤولية ببنك المغرب (1962-1978).
- وزير منتدب لدى الوزير الأول مكلف بإصلاح المؤسسات العمومية (1978).
- وزير المالية في حكومة بوعبيد الثانية وحكومة العمراني الرابعة/العراقي (1981-1986).[4][5]
- رئيس مدير عام للبنك المغربي للتجارة الخارجية ورئيس المجموعة المهنية لبنوك المغرب (1986-1995) ؛
- رئيس مدير عام للصندوق المهني المغربي للتقاعد (2002-2003).[6][7]
- عضو في اللجنة الاستشارية للجهوية.[8]